# Kišinjev
Kišinjev (rum.: Chișinău, ruski: Кишинёв) je glavni grad Republike Moldavije. 1 siječnja 1984 ovdje je živjelo oko 604.500 ljudi, prema popisu iz 1989 - 661.400, 1996. - 662.000 ljudi. Trenutno (2020.) Kišinjev ima više od 738 500 stanovnika (procjena).
Podijeljen je na pet sektora: Centru, Botanica, Buiucani, Râșcani i Ciocana. 
Osnovan je u 15. stoljeću leži na obalama rijeke Bika.

## Povijest

### Moldavsko razdoblje
Osnovan 1436. kao samostansko selo, grad je bio dio Kneževine Moldavije (koja je od 16. stoljeća postala vazalna država Osmanskog Carstva, ali je i dalje zadržala svoju autonomiju). Početkom 19. stoljeća Kišinjev je bio mali grad sa 7000 stanovnika.

### Rusko carsko razdoblje
Godine 1812., nakon Rusko-turskog rata (1806. – 1812.), Osmanlije su ustupile istočnu polovicu Moldavije Ruskom Carstvu. Novostečena područja postala su poznata kao Besarabija.
Pod ruskom vladom Kišinjev je postao glavni grad novopripojene oblasti (kasnije gubernije) Besarabije. Do 1834. nastao je carski grad sa širokim i dugim cestama kao rezultat velikodušnog razvojnog plana, koji je Kišinjev grubo podijelio na dva područja: stari dio grada, s nepravilnim građevinskim strukturama, i novije gradsko središte i kolodvor . Između 26. svibnja 1830. i 13. listopada 1836. arhitekt Avraam Melnikov uspostavio je Catedrala Nașterea Domnului s veličanstvenim zvonikom. Godine 1840. dovršena je gradnja Trijumfalne kapije koju je planirao arhitekt Luca Zaushkevich. Nakon toga započela je gradnja brojnih zgrada i znamenitosti.

### Rumunjsko razdoblje
Nakon Ruske listopadske revolucije, Besarabija je proglasila neovisnost od raspadajućeg carstva, kao Moldavska Demokratska Republika, prije nego što se pridružila Kraljevini Rumunjskoj. Od 1919. Chișinău, s procijenjenom populacijom od 133 000, postao je drugi najveći grad u Rumunjskoj.
Između 1918. i 1940. središte grada poduzelo je velike radove na obnovi. Rumunjska je dodijelila značajne subvencije svojoj pokrajini i pokrenula programe velikih ulaganja u infrastrukturu glavnih gradova u Besarabiji, proširila je željezničku infrastrukturu i započela opsežan program za iskorjenjivanje nepismenosti.
Godine 1927. podignut je spomenik Stjepanu Velikom, kipara Alexandrua Plămădealăa. Godine 1933. osnovana je prva visokoškolska ustanova u Besarabiji, premještanjem Odsjeka za poljoprivredne znanosti Sveučilišta u Iașiju u Kišinjev, kao Fakultet poljoprivrednih znanosti.

### Drugi svjetski rat
Dana 28. lipnja 1940., kao izravna posljedica Pakta Molotov-Ribbentrop, Besarabija je pripojena Sovjetskom Savezu od Rumunjske, a Kišinjev je postao glavni grad novostvorene Moldavske Sovjetske Socijalističke Republike.
Nakon sovjetske okupacije, NKVD je izvršio masovne deportacije, povezane sa zločinima, između lipnja 1940. i lipnja 1941. Više od 400 ljudi pogubljeno je po kratkom postupku u Kišinjevu u srpnju 1940. i pokopano u krugu Metropolitanske palače, Kišinjevskog teološkog instituta, i dvorište talijanskog konzulata, gdje je NKVD uspostavio svoje sjedište. U sklopu politike političke represije potencijalne opozicije komunističkoj vlasti, deseci tisuća članova domorodačkih obitelji deportirani su iz Besarabije u druge regije SSSR-a.
Razorni potres dogodio se 10. studenog 1940. godine, jačine 7,4 (prema drugim izvorima 7,7) po Richteru. Epicentar potresa bio je u planinama Vrancea i doveo je do znatnih razaranja: 78 mrtvih i 2795 oštećenih zgrada (od kojih su 172 uništene).
U lipnju 1941., kako bi povratila Besarabiju, Rumunjska je ušla u Drugi svjetski rat pod zapovjedništvom njemačkog Wehrmachta, objavivši rat Sovjetskom Savezu. Kišinjev je bio teško pogođen kaosom Drugog svjetskog rata.
Za vrijeme njemačke i rumunjske vojne uprave, grad je trpio od nacističke politike istrebljenja svojih židovskih stanovnika, koji su kamionima transportirani na periferiju grada, a zatim po kratkom postupku strijeljani u djelomično iskopanim jamama. Broj Židova ubijenih tijekom početne okupacije grada procjenjuje se na 10.000 ljudi. Tijekom tog vremena, Chișinău, dio okruga Lăpușna, bio je glavni grad novoosnovane rumunjske gubernije Besarabije.
Kako se rat bližio kraju, grad je ponovno bio poprište teških borbi dok su se njemačke i rumunjske trupe povlačile. Kišinjev je zauzela Crvena armija 24. kolovoza 1944. kao rezultat druge ofenzive Jassy–Kishinev.

### Sovjetsko razdoblje
Nakon rata, Besarabija je u potpunosti reintegrirana u Sovjetski Savez, oko 65 posto teritorija kao Moldavska SSR, dok je preostalih 35 posto prebačeno u Ukrajinsku SSR.
Druga dva vala deportacija domorodačkog stanovništva Moldavije izveli su Sovjeti, prvi neposredno nakon sovjetske reokupacije Besarabije do kraja 1940-ih, a drugi sredinom 1950-ih.
Pedesetih godina prošlog stoljeća došlo je do brzog rasta stanovništva, na što je sovjetska administracija odgovorila izgradnjom velikih stambenih zgrada i palača u stilu staljinističke arhitekture. Taj se proces nastavio pod Nikitom Hruščovom, koji je pozivao na gradnju pod sloganom "dobro, jeftinije i izgrađeno brže". Novi arhitektonski stil donio je dramatične promjene i generirao stil koji danas dominira, s velikim stambenim blokovima raspoređenim u značajnim naseljima [potreban citat] Ove zgrade iz Hruščovljeve ere često se neformalno nazivaju Hruščovka.
Razdoblje najznačajnije obnove grada započelo je 1971. godine, kada je Vijeće ministara Sovjetskog Saveza usvojilo odluku "O mjerama za daljnji razvoj grada Kišinjeva", čime je osigurano više od milijardu rubalja ulaganja iz državni proračun, i nastavio se do neovisnosti Moldavije 1991. Udio stanova izgrađenih tijekom sovjetskog razdoblja (1951. – 1990.) predstavlja 74,3 posto ukupnih kućanstava.
Dana 4. ožujka 1977. grad je ponovno pogodio razorni potres. Nekoliko ljudi je poginulo i nastala je panika.

## Vanjske poveznice
- Službena stranica (rum.)
- Informacije o Kišinjevu (engl.) (rum.) (rus.)
- oldchisinau.com (rus.)
- Stare fotografije Kišinjeva (rum.)